# Union sportive montagnarde
Maillots
L'Union Sportive Montagnarde, de son nom officiel Union Sportive Montagnarde Inzinzac Lochrist et parfois abrégé en La Montagne ou l'USM, est un club de football français situé à Inzinzac-Lochrist dans le Morbihan.
Fondé en 1937, le club tient son nom du quartier où a été créé le club : la Montagne, qui fait partie des quatre quartiers de la commune (avec Inzinzac, Lochrist et Penquesten).
L'équipe fanion de l'USM évolue depuis 2023 en Régional 1 (6e niveau français).

## Histoire

### Origine
Les origines du club datent de 1936 pendant le Front populaire. Le club est créé le 19 juillet 1937 par des travailleurs des Forges d'Hennebont, situées à Inzinzac-Lochrist. Parmi ces personnes affiliés au Parti socialiste et au mouvement syndical, font notamment parti Henri Josse, Georges Le Paic, Jobic Rio, Jules Audran et François Giovanneli qui vont être les précurseurs. Ce dernier est employé aux forges en tant que comptable et deviendra maire de la commune en 1946 durant plus de 30 années. La création du club est une réponse des ouvriers à la suite de la décision du patron des forges d'arrêter les activités sportives pour les ouvriers et leurs familles organisées jusque-là par le patronage. La plupart des joueurs y travaillent jusqu'à la fermeture en 1966 puis à la SBFM à Kerpont. Cette envie de lutte est aussi visible dans le club, une volonté de ne recevoir aucune forme de soutien financier avec le refus par les joueurs de porter un maillot entaché de publicité. Cette subtilité, jusque dans les années 1980, va faire de l'US Montagnarde le seul club de ses championnats à jouer avec un maillot vierge.

### Contexte sportif
Le club évolue à domicile au stade de Mané-Braz, inauguré en 1948, qui compte 3500 places. De 1948 à 1954, le club va gravir les échelons et passer de la 3e division de district à la DRH (soit 4 divisions en six ans). Les bleus accèdent en 1968 au plus haut niveau régional : la Division d'Honneur. À la suite de la réorganisation des championnats nationaux français, le club participe à la 1re édition de Division 4 en 1978 puis parvient dès l'année suivante en Division 3. La Montagne va se maintenir pendant une quinzaine d'années en D3 voire D4, en ratant même l'accession en D2 en 1986 pour 2 points. Le club descend en National 3, dernier niveau national, en 1995. Depuis la fin des années 1990, l'équipe fanion fluctue entre le National 3 (dernier niveau national) et le premier niveau régional.
En raison de ses bons parcours en coupe de France, l'USM doit parfois se délocaliser au stade du Moustoir à Lorient, situé à une dizaine de kilomètres notamment en 1991, 1999 et 2002.

## Personnalités du club
| - ?-1997 : Yannick Ménandais - 1997-2013 : Lionel Le Gal - 2013- : Kévin Le Gal (fils de Lionel Le Gal) | - 1995-1997 : Bernard Maligorne - 1998-2000 : Patrice Pourrère - 2000-2004 : Gilles Rolland - 2004-2006 : Yvon Hochet, - 2006 : Philippe Dussouchet (en remplacement de Zohair Ghenania initialement prévu) - 2006-2013 : Antony Ludéna (ou Ludeña), - 2013-2014 : Bruno Lantrin - 2014-2016 : Pierrick Le Bert - 2016-2019 : Romuald Le Maguer - 2019-2020 : Laurent Bourmaud - 07/2020-12/2020 : Pierrick Le Bert (intérim) - 12/2020-06/2022 : Nicolas Cloarec - 07/2022-10/2023 : Pierrick Le Bert - 10/2023- : David Le Goff |

## Palmarès

### Championnat
- Champion de 4e division (Groupe D) : 1979 et 1985;
- Champion de Division d'honneur (Bretagne) : 2003;
- Champion de Régional 1 (Bretagne) : 2022;

Meilleur classement de l'histoire du club : 4e de Division 3 (Ouest) en 1986 et en 1990.
En 1986, à deux points de la montée en Division 2.
| Saison    | Championnat            | Championnat | Championnat |
| Saison    | Division               | Echelon     | Place       |
| --------- | ---------------------- | ----------- | ----------- |
| 1975-1976 | DH Bretagne            | 4           | 10e         |
| 1976-1977 | DH Bretagne            | 4           | 6e          |
| 1977-1978 | DH Bretagne            | 4           | 6e          |
| 1978-1979 | Division 4 (Gr. D)     | 4           | 1er         |
| 1979-1980 | Division 3 (Gr. Ouest) | 3           | 13e         |
| 1980-1981 | Division 3 (Gr. Ouest) | 3           | 14e         |
| 1981-1982 | Division 3 (Gr. Ouest) | 3           | 9e          |
| 1982-1983 | Division 3 (Gr. Ouest) | 3           | 17e         |
| 1983-1984 | Division 4 (Gr. D)     | 4           | 6e          |
| 1984-1985 | Division 4 (Gr. D)     | 4           | 1er         |
| 1985-1986 | Division 3 (Gr. Ouest) | 3           | 4e          |
| 1986-1987 | Division 3 (Gr. Ouest) | 3           | 14e         |
| 1987-1988 | Division 3 (Gr. Ouest) | 3           | 10e         |
| 1988-1989 | Division 3 (Gr. Ouest) | 3           | 10e         |
| 1989-1990 | Division 3 (Gr. Ouest) | 3           | 4e          |
| 1990-1991 | Division 3 (Gr. Ouest) | 3           | 10e         |
| 1991-1992 | Division 3 (Gr. Ouest) | 3           | 15e         |
| 1992-1993 | Division 3 (Gr. Ouest) | 3           | 11e         |
| 1993-1994 | National 2 Gr. D       | 4           | 15e         |
| 1994-1995 | National 2 Gr. D       | 4           | 16e         |
| 1995-1996 | National 3 Gr. D       | 5           | 5e          |
| 1996-1997 | National 3 Gr. D       | 5           | 7e          |
| 1997-1998 | CFA2 Gr. D             | 5           | 12e         |
| 1998-1999 | CFA2 Gr. G             | 5           | 12e         |
| 1999-2000 | CFA2 Gr. G             | 5           | 14e         |

| Saison    | Championnat           | Championnat | Championnat |
| Saison    | Division              | Echelon     | Place       |
| --------- | --------------------- | ----------- | ----------- |
| 2000-2001 | CFA2 Gr. G            | 5           | 15e         |
| 2001-2002 | DH Bretagne           | 6           | 6e          |
| 2002-2003 | DH Bretagne           | 6           | 1er         |
| 2003-2004 | CFA2 Gr. H            | 5           | 11e         |
| 2004-2005 | CFA2 Gr. G            | 5           | 6e          |
| 2005-2006 | CFA2 Gr. H            | 5           | 10e         |
| 2006-2007 | CFA2 Gr. G            | 5           | 12e         |
| 2007-2008 | CFA2 Gr. G            | 5           | 12e         |
| 2008-2009 | CFA2 Gr. H            | 5           | 6e          |
| 2009-2010 | CFA2 Gr. H            | 5           | 7e          |
| 2010-2011 | CFA2 Gr. H            | 5           | 10e         |
| 2011-2012 | CFA2 Gr. H            | 5           | 5e          |
| 2012-2013 | CFA2 Gr. H            | 5           | 13e         |
| 2013-2014 | DH Bretagne           | 6           | 2e          |
| 2014-2015 | DH Bretagne           | 6           | 6e          |
| 2015-2016 | DH Bretagne           | 6           | 2e          |
| 2016-2017 | DH Bretagne           | 6           | 9e          |
| 2017-2018 | National 3 (Bretagne) | 5           | 8e          |
| 2018-2019 | National 3 (Bretagne) | 5           | 13e         |
| 2019-2020 | Régional 1 Bretagne   | 6           | 2e          |
| 2020-2021 | Régional 1 Bretagne   | 6           | annulé      |
| 2021-2022 | Régional 1 Bretagne   | 6           | 1er         |
| 2022-2023 | National 3 (Bretagne) | 5           | 14e         |
| 2023-2024 | Régional 1 Bretagne   | 6           | 6e          |
| 2024-2025 | Régional 1 Bretagne   | 6           |             |

Légende
- champion
- promu
- relégué

### Coupes

#### Palmarès
- Coupe de Bretagne : Vainqueur en 2022
- Coupe de l'Ouest : Finaliste en 1984

#### Coupe de France
En 1999, en 8e de finale, l'USM affronte Rouen qui évolue également en CFA2 (défaite 0-2 après prolongations). C'est la première fois que deux clubs issus de la 5e division se rencontrent à ce stade de la compétition. Autre record, celui obtenu cette année-là par le gardien Jean-Marc Le Gall qui reste plus de 660 minutes sans encaisser un but. Autre exploit, celui obtenu en 2002, lors d'une des seules saisons où les Forgerons descendent en DH, l'US Montagnarde est le premier club de niveau régional à atteindre en 8e de finale contre une équipe de première division, l'AS Monaco des Givet, Squillaci, Pršo, Gallardo (défaite 0-1).
Ces performances incitèrent la fédération à changer la règle qui voulait que le club du niveau le plus haut se déplace chez le club de niveau inférieur. Cela valu aux « Montagnards » d'aller à Sedan en 2005 (défaite 0-4), suivis par cinq cars de supporters.
Lors de l'édition 2020-2021, la formation morbihannaise, évoluant en Régionale 1 (sixième division), élimine les deux clubs bretons de National (3e niveau) aux tirs au but : l'US Concarneau, au 5e tour et le Stade briochin, en 32es de finale et atteint la phase finale (réunification des voies professionnelle et amateure).
| Saison    | Tour                    | Stade (ville)                   | Match                                            | Score               |
| --------- | ----------------------- | ------------------------------- | ------------------------------------------------ | ------------------- |
| 1979-1980 | 32es de finale          | Stade du Moustoir (Lorient)     | USM (D3) - Angers SCO (D1)                       | 1 - 0               |
| 1979-1980 | 16es de finale (aller)  | Stade de la Source (Orléans)    | US Orléans (D2) - USM (D3)                       | 3 - 0               |
| 1979-1980 | 16es de finale (retour) | Stade du Moustoir (Lorient)     | USM (D3) - US Orléans (D2)                       | 0 - 3               |
| 1985-1986 | 32es de finale          | Stade du Moustoir (Lorient)     | US Concarneau (D3) - USM (D3)                    | 3 - 2               |
| 1990-1991 | 32es de finale          | Stade du Moustoir (Lorient)     | USM (D3) - Montpellier HSC (D1)                  | 0 - 2               |
| 1998-1999 | 32es de finale          | Stade Michel Farré (Mondeville) | USON Mondeville (CFA2) - USM (CFA2)              | 0-0 a.p. 1-3 t.a.b. |
| 1998-1999 | 16es de finale          | Stade Mané Braz                 | USM (CFA2) - Paris FC (National)                 | 4 - 0               |
| 1998-1999 | 8es de finale           | Stade du Moustoir (Lorient)     | USM (CFA2) - FC Rouen (CFA2)                     | 0-2 a.p.            |
| 1999-2000 | 32es de finale          | Stade Octave Octavin (Langon)   | Langon-Castets FC (CFA2) - US Montagnarde (CFA2) | 3 - 0               |
| 2001-2002 | 32es de finale          | Stade Mané Braz                 | USM (DH) - Stade Malherbe Caen (D2)              | 2 - 1               |
| 2001-2002 | 16es de finale          | Stade Mané Braz                 | USM (DH) - La Roche-sur-Yon VF (D3)              | 4 - 2               |
| 2001-2002 | 8es de finale           | Stade du Moustoir (Lorient)     | USM (DH) - AS Monaco (D1)                        | 0 - 1               |
| 2004-2005 | 32es de finale          | Stade Mané Braz                 | USM (CFA2) - GSI Pontivy (CFA2)                  | 2 - 0               |
| 2004-2005 | 16es de finale          | Stade Louis-Dugauguez (Sedan)   | CS Sedan Ardennes (L2) - USM (CFA2)              | 4 - 0               |
| 2010-2011 | 32es de finale          | Stade Mané Braz                 | USM (CFA2) - JA Drancy (CFA)                     | 0-0 a.p. 6-7 t.a.b. |
| 2011-2012 | 32es de finale          | Stade Paul Cosyns (Compiègne)   | AFC Compiègne (CFA) - USM (CFA2)                 | 2-1 a.p.            |
| 2020-2021 | 32es de finale          | Stade Mané Braz                 | USM (R1) - Stade Briochin (N1)                   | 1-1 / 3-2 t.a.b.    |
| 2020-2021 | 16es de finale          | Stade Rives du Thouet (Saumur)  | Olympique de Saumur FC (N3) - USM (R1)           | 3-3 / 4-3 t.a.b.    |

## «Montagnards» devenus professionnels
L'Union Sportive Montagnarde a eu pas moins d'une dizaine de joueurs qui ont joué dans les clubs de première et deuxième division en France, ce qui est assez exceptionnel pour un club d'une ville de moins de 6 000 âmes. On peut citer Gilbert Le Chenadec, champion de France avec le FC Nantes en 1965 et 1966, Stéphane Le Garrec, vainqueur de la coupe de France en 2002 avec le FC Lorient ou Philippe Celdran qui a eu à son actif plus de 250 matchs professionnels. Bernard Maligorne qui s'illustra entre autres au Stade lavallois, où il fut l'adjoint de Michel Le Milinaire lors de la fameuse campagne européenne qui les vit éliminer le Dynamo Kiev d'Oleg Blokhine en coupe d'Europe et l'ancien maire de Lochrist et député Jean Giovannelli font également partie de l'histoire du club.